# Lisa Franchetti
Lisa Marie Franchetti (Rochester, 25 de abril de 1964) é uma oficial naval estadunidense aposentada que, de 2023 a 2025, como Chefe de Operações Navais da Marinha dos Estados Unidos e, consequentemente, foi uma dos membros do Estado-Maior Conjunto dos Estados Unidos. Ela originalmente se formou com um diploma de ciência em jornalismo pela Universidade do Noroeste, entrando na marinha em 1985 por meio do Programa do Corpo de Treinamento de Oficiais Navais da Reserva.
Franchetti serviu em vários posições diferentes em diversos navios de superfície, com seu primeiro comando tendo sido o contratorpedeiro USS Ross. Também serviu em diversos cargos administrativos em terra, incluindo ajudante do Vice-Chefe de Operações Navais e assistente militar para o Secretário da Marinha. Desde que foi promovida para almirante assumiu comandos como das Forças Navais dos Estados Unidos na Coreia, grupos de porta-aviões e da Sexta Frota.
Foi nomeada em 2022 para o cargo de Vice-Chefe de Operações Navais, enquanto no ano seguinte se tornou a Chefe de Operações Navais. Franchetti desta forma se tornou a primeira mulher na história da Marinha dos Estados Unidos a deter o posto de Chefe de Operações Navais e também a primeira mulher a integrar o Estado-Maior Conjunto.
Apesar de sua vasta experiência, ela foi demitida por Donald Trump em fevereiro de 2025 e foi então aposentada. Seu período como Chefe de Operações Navais foi caracterizado por um foco na modernização da frota, aumento da prontidão da tropa e a defesa da diversidade e inclusão nas fileiras da marinha.